# Allerheiligen bei Wildon
Allerheiligen bei Wildon osztrák község Stájerország Leibnitzi járásában. 2017 januárjában 1450 lakosa volt. 

## Elhelyezkedése

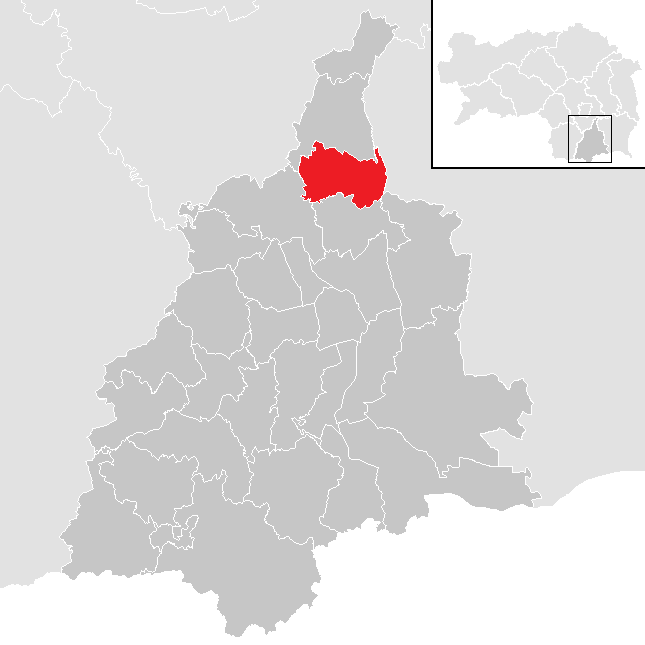
Allerheiligen bei Wildon a Leibnitzi járásban

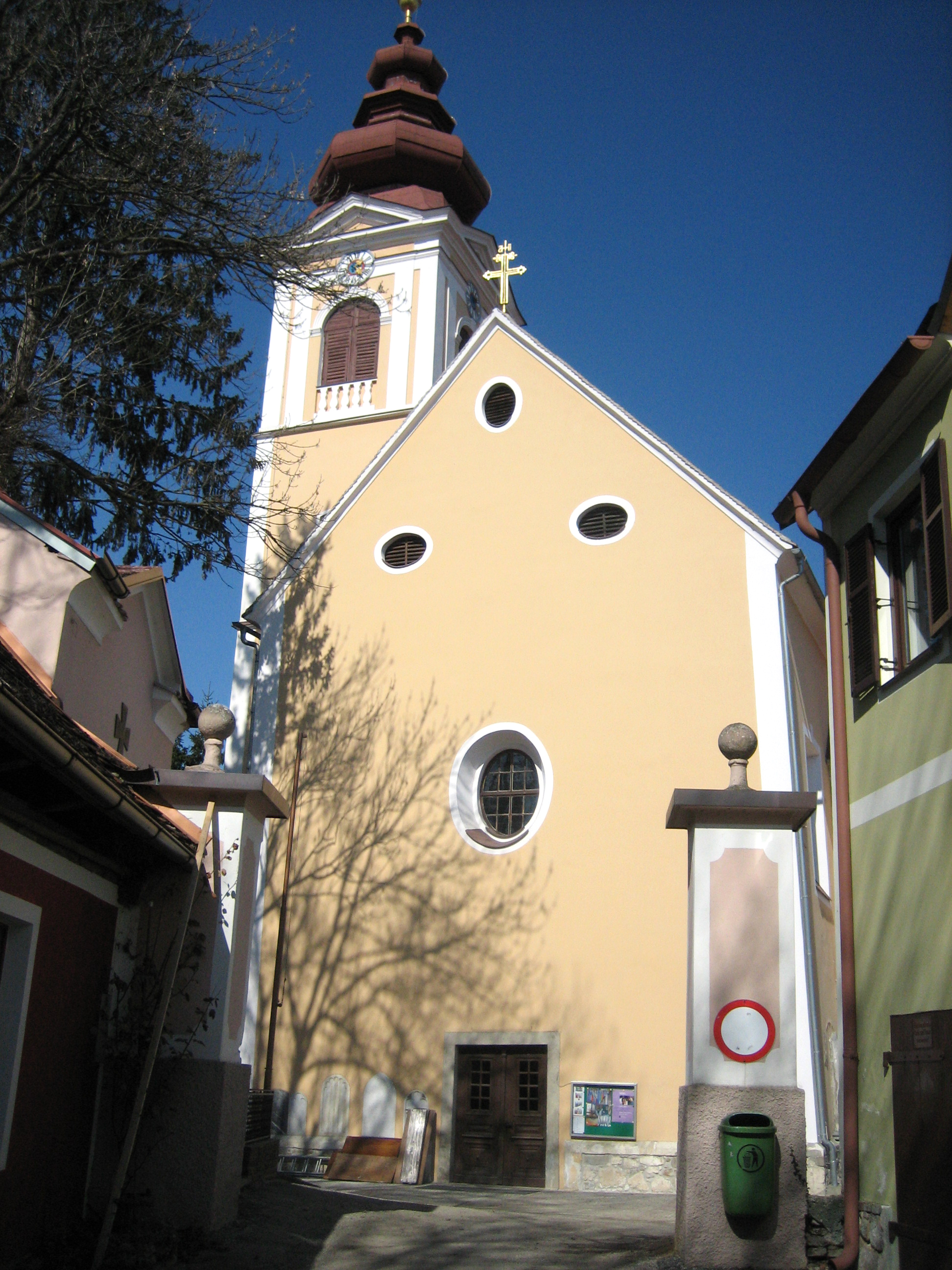
A Mindenszentek-plébániatemplom

Allerheiligen bei Wildon a tartomány déli részén fekszik a Nyugat-Stájerország régióban, a Stiefingtal völgyében. Az önkormányzat 2 katasztrális községben ( Allerheiligen, Feiting) 7 települést egyesít: Allerheiligen bei Wildon (932 lakos), Großfeiting (112), Kleinfeiting (72), Pesendorf (50), Pichla (45), Schwasdorf (100), Siebing (123).
A környező települések: délkeletre Schwarzautal, délre Sankt Georgen an der Stiefing, délnyugatra Wildon, északra Heiligenkreuz am Waasen, keletre Pirching am Traubenberg. 

## Története
A szomszédos Wildon területén talált leletek alapján a régió már az újkőkorban is lakott volt. Az önkormányzat területén egy időszámítás kezdete körüli település nyomaira bukkantak egy római villával és római-kelta temetővel. A birodalom bukása után szlávok telepedtek meg a térségben. 
A 8. században a Frank Birodalom meghódította a szlávokat és az apátságoknak, püspökségeknek szétosztott földbirtokokra bajor telepeseket hozattak. 
A Mindenszentek-templomáról elnevezett Allerheiligen falu Herbersdorf vára köré települt. A templomot Markers von Herbersdorf alapította 1218-ban. A vár és a birtok a Herbersdorf-család 1609-es kihalása után a Glojach-családhoz került. A birtok a magas adókterhek miatt nem volt jövedelmező, ezért eladták a jezsuitáknak. 
1680-ban a Grazban tomboló pestis miatt az ottani egyetem jezsuiták vezette skolasztikaoktatást áthelyezték Allerheiligenbe. A rendnek köszönhető, hogy a helység templomát nagyvonalúan kibővítették. A jezsuita rend 1773-as feloszlatását követően a birtok az állami vallásalap tulajdonába került. 1850-ben a helyi politikai hatalom a kastély tulajdonosaitól az önkormányzatok kezébe ment át. 
1925-ben Afram falu átkerült Stocking önkormányzatához, 1968-ban pedig egyesítették Feiting és Allerheiligen községeket.

## Lakosság
A Allerheiligen bei Wildon-i önkormányzat területén 2017 januárjában 1450 fő élt. 2015-ben a helybeliek 97,7%-a volt osztrák állampolgár; a külföldiek közül 0,8% a régi (2004 előtti), 0,8% az új EU-tagállamokból érkezett. 0,4% a volt Jugoszlávia (Szlovénia és Horvátország nélkül) vagy Törökország, 0,4% egyéb országok polgára. 2001-ben 92,6% római katolikusnak, 1,7% evangélikusnak, 4,7% pedig felekezet nélkülinek vallotta magát. 

## Látnivalók
- a Herbersdorf-kastély egy meredek, részben mesterséges dombon épült. Mai formáját 1660-ban vette fel Domenico Rossi tervei alapján.
- a Mindenszentek-plébániatemplom
- a Nierath-kápolna
- Feiting kápolnája
- a Nepomuki Szt. János-szobor

## Fordítás
- Ez a szócikk részben vagy egészben  az   Allerheiligen bei Wildon című német Wikipédia-szócikk ezen változatának fordításán alapul.  Az eredeti cikk szerkesztőit annak laptörténete sorolja fel. Ez a jelzés csupán a megfogalmazás eredetét és a szerzői jogokat jelzi, nem szolgál a cikkben szereplő információk forrásmegjelöléseként.